# مقياس النظير البصري
مقياس النظير البصري (VAS) هو مقياس «استجابة القياس النفسي» ويستخدم في الاستبيانات. يعتبر مقياس النظير البصري أداة قياس للخصائص أو السلوكيات الشخصية التي لا يمكن قياسها بشكل مباشر، عند الإجابة على أحد عناصر المقياس، يحدد المستجيبون مستوى اتفاقهم مع عبارة ما بتوضيح موقفهم عبر خط متصل بين نقطتين. هذا الجانب المستمر أو «النظير» من المقياس يميز بينه وبين المقاييس المنفصلة مثل مقياس ليكرت. وهناك أدلة تبين أن مقاييس النظير البصري لها خصائص قياسية تتفوق على المقاييس المنفصلة، ومن ثم يمكن تطبيق نطاق أوسع من الطرق الإحصائية على تلك القياسات.
من الناحية العملية، يمكن قياس استجابات مقياس النظير البصري المحللة عبر الكمبيوتر باستخدام قيم منفصلة وهذا يرجع إلى الطبيعة المنفصلة لشاشات الكمبيوتر.
يمكن المقارنة بين مقياس النظير البصري وغيره من المقاييس الخطية الأخرى مثل مقياس ليكرت أو مقياس بورج. فحساسية وإمكانية تكوين النتائج متشابهة جدًا على وجه العموم، بيد أن مقياس النظير البصري يتفوق على المقاييس الأخرى في بعض الحالات.
إن التطورات الحديثة في منهجيات الأبحاث المعتمدة على الإنترنت (مثل) تضم تطوير وتقييم مقاييس النظير البصري لاستخدامها في الاستبيانات المعتمدة على الإنترنت.

## وصلات خارجية
- A description and example of a VAS scale
- VAS Generator - a free Web service to create VASs for computerized questionnaires